# James Payton
James Payton est un acteur, cascadeur et technicien des effets spéciaux britannique né le 18 décembre 1975 à Cheltenham en Angleterre.

## Filmographie

### Acteur

#### Cinéma
- 1999 : The Clandestine Marriage : le valet de pied d'Heidelberg
- 2003 : Give and Take, and Take : Niall Tamms
- 2004 : Number One, Longing. Number Two, Regret : l'homme des bois
- 2004 : Vera Drake : le journaliste du tribunal
- 2006 : Bloodmyth : Wesley Barker
- 2007 : Harry Potter et l'Ordre du phénix : Frank Londubat
- 2008 : Bad Day : Todd Marker
- 2008 : Lezione 21 : le jeune homme
- 2008 : Dark Rage : Officier Millar
- 2010 : Robin des Bois de Ridley Scott : le physicien du roi
- 2010 : The Scared of Death Society : le présentateur du théâtre
- 2011 : Captain America: First Avenger : Adolf Hitler
- 2012 : Booked Out : l'employé du magasin de musique
- 2012 : Implementation : l'homme dans la caisse de savon
- 2013 : The Shadow of Bigfoot : le deuxième journaliste
- 2014 : Monuments Men de George Clooney : Adolf Hitler
- 2015 : Always in the Present : Ader
- 2015 : Narcopolis
- 2015 : The Carrier : voix additionnelles
- 2016 : Gangster Kittens : le drogué écossais
- 2018 : The Bounty Killer : Ezequiel
- 2020 : Dan Hawk Psychic Detective : Gavin Lloyd Goldstein III
- 2020 : Creation Stories de Nick Moran : Tony Blair
- 2022 : Glass Onion : Une histoire à couteaux tirés de Rian Johnson : l'avocat
- 2023 : DogMan de Luc Besson

#### Télévision
- 2001 : Judge John Deed : James (1 épisode)
- 2005 : Femmes de footballeurs : le paparazzo amical (1 épisode)
- 2005 : Jericho : le tour de Juliette (1 épisode)
- 2007 : Sold : Darren (1 épisode)
- 2007 : Brilliant! : Roland (1 épisode)
- 2013 : Perfect Crime : le voisin (1 épisode)
- 2016 : Cops and Monsters : David Brannigan (1 épisode)

### Technicien des effets spéciaux
- 2005 : Confessions dangereuses
- 2005 : Charlie et la Chocolaterie
- 2006 : Miss Marple (1 épisode)
- 2006 : Les Contes du Disque-monde
- 2006 : The Holiday
- 2006 : Miss Potter
- 2007 : À la croisée des mondes : La Boussole d'or
- 2008 : Quantum of Solace
- 2014 : Opération Muppets
- 2014 : Maléfique
- 2014 : Edge of Tomorrow
- 2014 : Paddington
- 2015 : 007 Spectre
- 2016 : Game of Thrones (9 épisodes)
- 2017-2018 : Call the Midwife (2 épisodes)
- 2017 : Wonder Woman
- 2017 : Kingsman : Le Cercle d'or
- 2017 : Le Crime de l'Orient-Express
- 2017 : Star Wars, épisode VIII : Les Derniers Jedi

### Cascadeur
- 1999 : Wives and Daughters (3 épisodes)
- 2004 : Vanity Fair : La Foire aux vanités
- 2005 : Library Majnu
- 2007 : Reviens-moi (doublure de James McAvoy)
- 2007 : Les Promesses de l'ombre (doublure de Viggo Mortensen)
- 2008 : Le Témoin amoureux
- 2008 : Lezione 21 (doublure de John Hurt)
- 2008 : The Duchess
- 2009 : Sherlock Holmes
- 2010 : Wolfman (doublure d'Anthony Hopkins)
- 2011 : Love's Kitchen (doublure de Dougray Scott)
- 2011 : Sherlock Holmes : Jeu d'ombres (doublure de Robert Downey Jr.)
- 2012 : Menace d'État (doublure de Sean Bean)
- 2012 : Prometheus
- 2012 : Blanche-Neige et le Chasseur
- 2014 : Monuments Men (doublure de Matt Damon)
- 2015 : Mr Selfridge (3 épisodes, doublure de Jeremy Piven)
- 2015 : 007 Spectre (doublure de Christoph Waltz)
- 2016 : Un traître idéal (doublure de Ewan McGregor)
- 2016 : Tarzan (doublure de Christoph Waltz)
- 2016 : Les Animaux fantastiques (doublure de Dan Fogler et Colin Farrell)
- 2017 : Life : Origine inconnue (doublure de Jake Gyllenhaal)
- 2017 : Justice League
- 2018 : Les Animaux fantastiques : Les Crimes de Grindelwald (doublure de Dan Fogler, Jude Law et Johnny Depp)
- 2019 : Spider-Man: Far From Home (doublure de Jake Gyllenhaal et Jon Favreau)
- 2019 : Fast and Furious: Hobbs and Shaw (doublure d'Eddie Marsan)
- 2019 : The Good Liar